# Chichi-jima

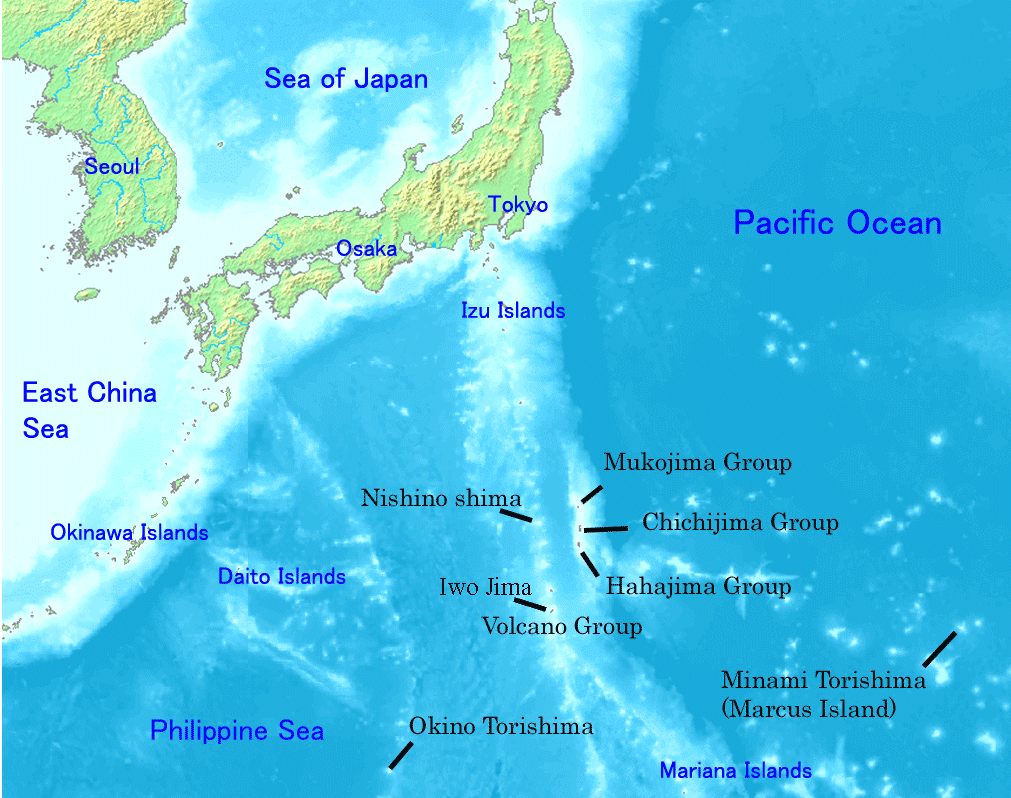
Lägeskarta

Chichi-jima (japanska för Faderön, tidigare Peel Island) är huvudön bland Chichijimaöarna i nordvästra Stilla havet som tillhör Japan.

## Geografi
Chichi-jima är den största ön bland Ogasawaraöarna och ligger söder om Izuöarna cirka 1 200 kilometer sydöst om Honshu. 
Ön är av vulkaniskt ursprung och har en areal om ca 23,99 km² med en längd på ca 8 km och ca 5 km bred. De högsta höjderna är Mount Yoake-yama och Mount Chuo-yama.
Befolkningen uppgår till ca 2 000 invånare där de flesta bor i orten Ogasawara-mura (Ogasawarabyn) på öns norra del. Chichi-jima utgör tillsammans med den ca 50 km längre söderut belägna Haha-jima församlingen "Ogasawara-mura". Församlingen är huvudort i subprefekturen Ogasawara-shichō och tillhör förvaltningsmässigt Tokyo prefekturen på huvudön Honshu.
Ön saknar flygplats och kan bara nås med fartyg och resan Tokyo - Chichi-jima tar ca 24 timmar.

## Historia
Det är osäkert när öarna upptäcktes, de första dokumenterade japanska kontakterna skedde kring 1670 och då var öarna obebodda.
Den 16 juni 1853 annekterade amerikanske commodore Matthew C. Perry området. Ön användes då som underhållsstation för valfångstfartyg.
Den 17 januari 1862 införlivas området i Kejsardömet Japan.
1880 införlivas området i prefekturen Tokyo. 
Under andra världskriget görs huvudön till den japanska flottans kommunikationscentral och bemannas från januari 1944 med ca 25 000 militärer. Öarna ockuperades sedan av USA som förvaltade dem fram till den 26 juni 1968, då området återlämnades till Japan.
1972 utsågs hela området till nationalpark.
2007 anmäldes Chichijimaön tillsammans med övriga Ogasawaraöarna som Unesco-världsarv.